# دارين كلارك (منافس ألعاب قوى)
دارين كلارك (بالإنجليزية: Darren Clark) هو منافس ألعاب قوى أسترالي، ولد في 6 سبتمبر 1965 في سيدني في أستراليا.

## وصلات خارجية
- دارين كلارك على موقع الاتحاد الدولي لألعاب القوى (الإنجليزية)
- دارين كلارك على موقع النتائج التاريخية لألعاب القوى الأسترالية (الإنجليزية)
- دارين كلارك على موقع اللجنة الأولمبية الدولية (الإنجليزية)
- دارين كلارك على موقع أوليمبيديا (الإنجليزية)
- دارين كلارك على موقع اللجنة الأولمبية الأسترالية (الإنجليزية)
- دارين كلارك على موقع اتحاد ألعاب الكومنولث (مؤرشف) (الإنجليزية)
- دارين كلارك على موقع قاعة أستراليا للمشاهير الرياضية (الإنجليزية)